# Orthocentrus neglectus
Orthocentrus neglectus är en stekelart som beskrevs av Förster 1850. Orthocentrus neglectus ingår i släktet Orthocentrus och familjen brokparasitsteklar. Inga underarter finns listade i Catalogue of Life.